# Belgio ai Giochi della XI Olimpiade
Il Belgio partecipò ai Giochi della XI Olimpiade, svoltisi a Berlino, Germania, dal 1º al 16 agosto 1936, con una delegazione di 150 atleti impegnati in quindici discipline.

## Medagliere

### Per discipline
| Sport      | Oro | Argento | Bronzo | Totale |
| ---------- | --- | ------- | ------ | ------ |
| Ciclismo   | 0   | 0       | 1      | 1      |
| Pallanuoto | 0   | 0       | 1      | 1      |
| Totale     | 0   | 0       | 2      | 2      |

### Medaglie
| Medaglia | Atleta                                                        | Sport      | Evento          |
| -------- | ------------------------------------------------------------- | ---------- | --------------- |
| Bronzo   | Auguste Garrebeek Armand Putzeyse Jean-François Van Der Motte | Ciclismo   | Corsa a squadre |
| Bronzo   | Belgio                                                        | Pallanuoto | Torneo Maschile |

## Risultati

### Pallacanestro
| Atleta | Classifica |
| --- | ---------- |
| V · D · M Nazionale belga - Pallacanestro ai Giochi della XI Olimpiade Brouwer · Crabbe · Demanck · Gérard · Laermans · Merckx · Van Basselaere · Vereecken · Bihain · Coulon · Le Roux · Vandevondel · Van Winnendael · Willekens · All. - | 19°        |
| Nazionale belga - Pallacanestro ai Giochi della XI Olimpiade |            |
| Brouwer · Crabbe · Demanck · Gérard · Laermans · Merckx · Van Basselaere · Vereecken · Bihain · Coulon · Le Roux · Vandevondel · Van Winnendael · Willekens · All. -                                                                        |            |

### Pallanuoto
| Atleta | Classifica |                   |
| --- | --- | ----------------- |
| V · D · M Nazionale maschile belga di pallanuoto · Giochi olimpici - Berlino 1936 Blitz · Casteleyns · Coppieters · De Combe · De Pauw · Disy · Isselé · Michiels · Stoelen · Matthys · Van den Bossche · CT : - | Bronzo |                   |
| Nazionale maschile belga di pallanuoto · Giochi olimpici - Berlino 1936 | |                   |
| Blitz · Casteleyns · Coppieters · De Combe · De Pauw · Disy · Isselé · Michiels · Stoelen · Matthys · Van den Bossche · CT: -                                                                                    | Blitz · Casteleyns · Coppieters · De Combe · De Pauw · Disy · Isselé · Michiels · Stoelen · Matthys · Van den Bossche · CT: - | Belgio (bandiera) |